# La Proie du diable
Pour plus de détails, voir Fiche technique et Distribution.
La Proie du diable (Prey for the Devil) est un film américain réalisé par Daniel Stamm, sorti en 2022.
Il est présenté en avant-première mondiale au festival international du film de Toronto 2022.
Ce film est également inspiré de faits réels.

## Synopsis
Ann a connu une enfance traumatisante, à cause de la maltraitance exercée par sa mère, qu'elle a toujours cru possédée par le Diable. Elle s'est aussi forgé la conviction que le démon ne visait pas tant sa mère qu'elle-même, au motif qu'elle serait élue par Dieu comme un de ses soldats.
Âgée de 25 ans, Ann est, aujourd'hui, religieuse. Elle est passionnée par la question de l'exorcisme, cependant strictement réservé aux prêtres. Elle finit cependant par être officiellement acceptée comme étudiante auprès du père Quinn au sein de l'école d'exorcisme St. Michael The Archangel, où elle officiait d'abord davantage comme aide-soignante, ou pour apaiser les malades. Ann se lie avec une petite fille, Natalie qui s'avère terriblement possédée. Un long et pénible affrontement contre le diable l'attend.

## Fiche technique
Sauf indication contraire, les informations mentionnées dans cette section peuvent être confirmées par la base de données cinématographiques IMDb,  présente dans la section « Liens externes ».
- Titre original : Prey for the Devil
- Titre travaillé : The Devil’s Light
- Titre français[1] et québécois[2] : La Proie du diable
- Réalisation : Daniel Stamm
- Scénariste : Robert Zappia, d'après son histoire avec Earl Richey Jones et Todd R. Jones
- Musique : Nathan Barr
- Direction artistique : Lora Venkova
- Décors : Jonathan McKinstry
- Costumes : Elena Stoyanova
- Montage : Tom Elkins
- Photographie : Denis Crossan
- Production : Paul Brooks, Earl Richey Jones, Todd R. Jones et Jessica Malanaphy
- Production déléguée : David Brooks, Brad kessell et Scott Niemeyer
- Sociétés de production : Gold Circle Films et Lionsgate
- Société de distribution : Lionsgate
- Pays de production :  États-Unis
- Langue originale : anglais
- Format : couleur — 2.39:1 — son Dolby Digital
- Genres : horreur, fantastique
- Durée : 93 minutes
- Dates de sortie :
  - Canada : 19 octobre 2022 (Festival international du film de Toronto)
  - France : 26 octobre 2022
  - États-Unis, Québec : 28 octobre 2022
- Classification :
  - États-Unis : PG-13 (les enfants de moins de 13 ans doivent être accompagnées d'un adulte ou un tuteur).
  - France : Interdit aux moins de 12 ans, lors de sa sortie en salles en France.

## Distribution
- Jacqueline Byers (VF : Angèle Humeau) : sœur Ann
  - Debora Zhecheva (VF : Adeline Chetail) : Ann, enfant
- Christian Navarro (VF : Pascal Nowak) : le père Dante
- Posy Taylor (VF : Clara Soares) : Natalie
- Colin Salmon (VF : Rody Benghezala) : le père Quinn
- Nicholas Ralph (en) (VF : Sébastien Lemoine) : le père Raymond
- Ben Cross (VF : Bernard Lanneau) : le cardinal Matthews
- Virginia Madsen (VF : Françoise Cadol) : Dr Peters
- Lisa Palfrey (en) (VF : Sylvie Genty) : la sœur Euphemia

Version française dirigée par Danielle Perret chez Dubbing Brothers, d'après une adaptation des dialogues de Déborah Perret.
 Source et légende : version française (VF) sur RS Doublage et carton du doublage français.

## Production

### Genèse et attribution des rôles
En octobre 2019, The Devil’s Light est annoncé pour la première fois, écrit par Robert Zappia, scénariste du film Halloween, 20 ans après, et James Hawes (en) en tant que réalisateur. Lionsgate et Gold Circle Films co-produiraient le film avec un tournage prévu pour le printemps 2020. Paul Brooks, Jessica Malanaphy, Todd R. Jones et Earl Richey Jones produiront le film tandis que Scott Niemeyer, David Brooks et Brad Kessell seront nommés producteurs délégués. Le scénario de Robert Zappia, intitulé à l’origine La Flamme du diable a fait la BloodList 2018.
En février 2020, Daniel Stamm est officiellement le réalisateur, marquant son retour au sous-genre de l’exorcisme après le film Le Dernier Exorcisme (The Last Exorcism, 2010),. En juin de la même année, Jacqueline Byers y est annoncée comme actrice principale, aux côtés de Virginia Madsen, Ben Cross, Colin Salmon, Christian Navarro et Nicholas Ralph.
En juillet 2022, le film The Devil’s Light est désormais intitulé Prey For the Devil[réf. nécessaire].

### Tournage
Le tournage a lieu pendant l’été 2020, à Sofia, en Bulgarie. L’acteur Ben Cross est décédé le 18 août 2020, une dizaine de jours après le tournage.

## Accueil

### Sorties
La Proie du diable est sorti en salle le 28 octobre 2022 aux États-Unis. Il devait auparavant être distribué en salle le 8 janvier 2021, puis déplacé au 11 février 2022, par Lionsgate,.
En France, le film sort le 26 octobre 2022.

### Accueil critique
Dans le monde anglo-saxon, le film reçoit la note de 18 % pour 28 critiques sur le site Rotten Tomatoes et 38⁄100 pour 5 critiques sur le site Metacritic,.
En France, le site Allociné donne une moyenne de 2.4⁄5, après avoir recensé 9 titres de presse : la critique est mitigée. Pour l'Ecran Fantastique, La proie du diable est « Une nouvelle exploration d'un thème connu sur lequel Daniel Stamm parvient à poser un regard neuf en l'inscrivant dans un contexte réaliste très documenté. ».
Dans le même genre, on peut citer la critique de L'Obs pour qui « Daniel Stamm, réalisateur allemand de séries (Scream, Them), a saisi avec talent les codes du genre et s’en donne à cœur joie. Ames sensibles s’abstenir : la parano satanique est contagieuse ».
Pour Le Monde, le film est une « nouvelle variation sur les increvables conventions figées par le phénoménal triomphe planétaire de L'Exorciste, de William Friedkin, il y a maintenant presque cinquante ans, La Proie du diable contient un certain nombre de séquences attendues. Le film, toutefois, semble témoigner d’une tendance actuelle du fantastique cinématographique. ».
Pour le site Écran large, le film est un sous-Conjuring permanent. Dans le long métrage, « les sacrements sont devenus archétypes » ; « les séquences d'exorcisme et autres scènes de trouille sont moins des foires d'empoigne que des foires aux jumpscares prévisibles ». La critique se conclut dans ces termes : « L'imaginaire catholique manipule le récit plutôt que l'inverse. Donc, en plus des effets de manche insupportables, il faut se fader des relents bigots bien nauséabonds. Personne ne mérite de s'infliger ça. ».
Pour Première, « la mise en place du film est séduisante et, le temps d’une première scène de désenvoûtement plutôt réussie (faisant un usage ingénieux de la chevelure d’une petite fille démoniaque), on croit qu’on va s’amuser un peu. Mais les péripéties qui suivent sont totalement expédiées, filmées sans entrain par des gens manifestement pressés de rentrer chez eux. ».

### Box-office
Pour son premier jour d'exploitation en France, La Proie du diable réalise 27 373 entrées pour 246 copies. Le film se place second des nouveautés derrière Plancha (43 824) et devant La Conspiration du Caire (26 690). Au bout d'une semaine d'exploitation, le film réalise 209 337 entrées pour une huitième place au box-office derrière Smile (217 115) et devant Belle et Sébastien : Nouvelle Génération (171 196).
| Pays ou région        | Box-office        | Date d'arrêt du box-office | Nombre de semaines |
| --------------------- | ----------------- | -------------------------- | ------------------ |
| États-Unis Canada     | 19 802 293 $      | 22 décembre 2022           | 8                  |
| France                | 404 408 entrées   | 27 décembre 2022           | 9                  |
| Total hors États-Unis | +024 856 636, USD | -                          | -                  |
| Total mondial         | +044 658 929, USD | -                          | -                  |